# Emboscada de Uzbin
A emboscada de Uzbin ou emboscada de Surobi, ou Batalha de Surobi , foi um confronto militar que opôs uma patrulha da Força Internacional de Assistência à Segurança (ISAF) - composta por soldados franceses, afegãos e estadunidenses - e os insurgentes do Talibã e do Hezb-e-Islami Gulbuddin. Este confronto, que é parte da Guerra do Afeganistão, ocorreu nos dias 18 e 19 de agosto de 2008, a cerca de 50 km a nordeste de Cabul, em torno do povoado de Spēṟ Kunday, no vale de Uzbin, ao norte do distrito de Surobi.
No total, durante a emboscada e as operações de contra-ofensiva que se seguiram, dez soldados franceses foram mortos juntamente com o intérprete afegão, 21 soldados franceses foram feridos assim como dois soldados do exército afegão, cerca de 40 talibãs são eliminados e de 20 a 40 civis foram mortos. As baixas para o exército francês foram as mais elevadas em uma única ocasião desde o atentado de Drakkar de 1983 em Beirute, que matou 58 soldados franceses. Esta emboscada infligiu o maior número de baixas na ISAF em dois anos e provocou uma reação política e midiática internacional. Na França, as repercussões provocaram um debate político sobre a relevância da presença francesa e internacional no Afeganistão, bem como sobre o nível operacional do exército francês.